# BM-Volvo T 470 Bison

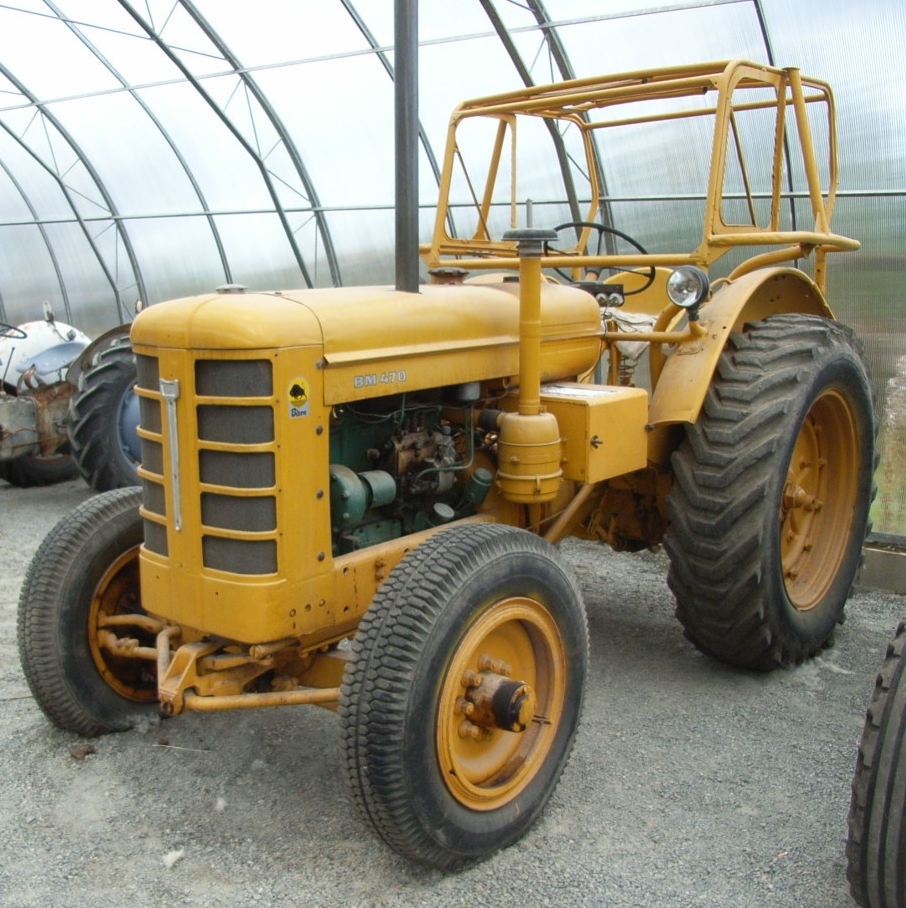
Industrivarianten.

BM-Volvo 470 Bison var en 2-hjulsdriven traktormodell från den svenska tillverkaren BM Volvo, och tillverkades mellan 1959 och -66.

Traktorn var försedd med en 4-cylindrig dieselmotor på 5,04 liter cylindervolym och maxeffekten 73 hästkrafter, växellådan hade 5 växlar framåt och 1 back, och differentialen var spärrbar.

De första två produktionsåren var den utrustad med ett tämligen primitivt hydraulsystem kallat Cresco. Sedermera ersattes det med sin för tiden moderna hydraulsystem kallat Terra Trol (ungefär jordkontroll) för reglering av trepunktslyften.

## Andra utföranden
Under 1962 tillverkades modellen i ett 4-hjulsdrivet utförande kallat 471 i 51 exemplar.
En prototyp och en serie på 50 st.
BM Volvo 471 är på 75 hk och är Sveriges första serieproducerade 4WD-traktor. 
Andra varianter var 470 I och 473. 473 var utgåven med dumpervagn från Livab.

## Tekniska data
- Tillverkningsår: 1959-1966
- Motor: BM 1114, 4-cylindrig 4-takts dieselmotor för motorbrännolja
- Motoreffekt: 73 hk, 1 800 r/min
- Transmission/hastighet: 5 fram, maxfart 27,4 km/h. 1 back, maxfart 4,8 km/h
- Bränsletank: 110 L
- Kylsystem: 18 L
- Vikt: 3 360 kg